# پائولو فراری
پائولو فراری (انگلیسی: Paolo Ferrari؛ زادهٔ ۲۶ فوریهٔ ۱۹۲۹) بازیگر، مجری و صداپیشه اهل ایتالیا است.
از فیلم‌هایی که وی در آن‌ها نقش داشته‌است، می‌توان به افسون، پاهای طلایی و اودسا در میان شعله‌ها اشاره نمود.